# Francisco Borrás Soler

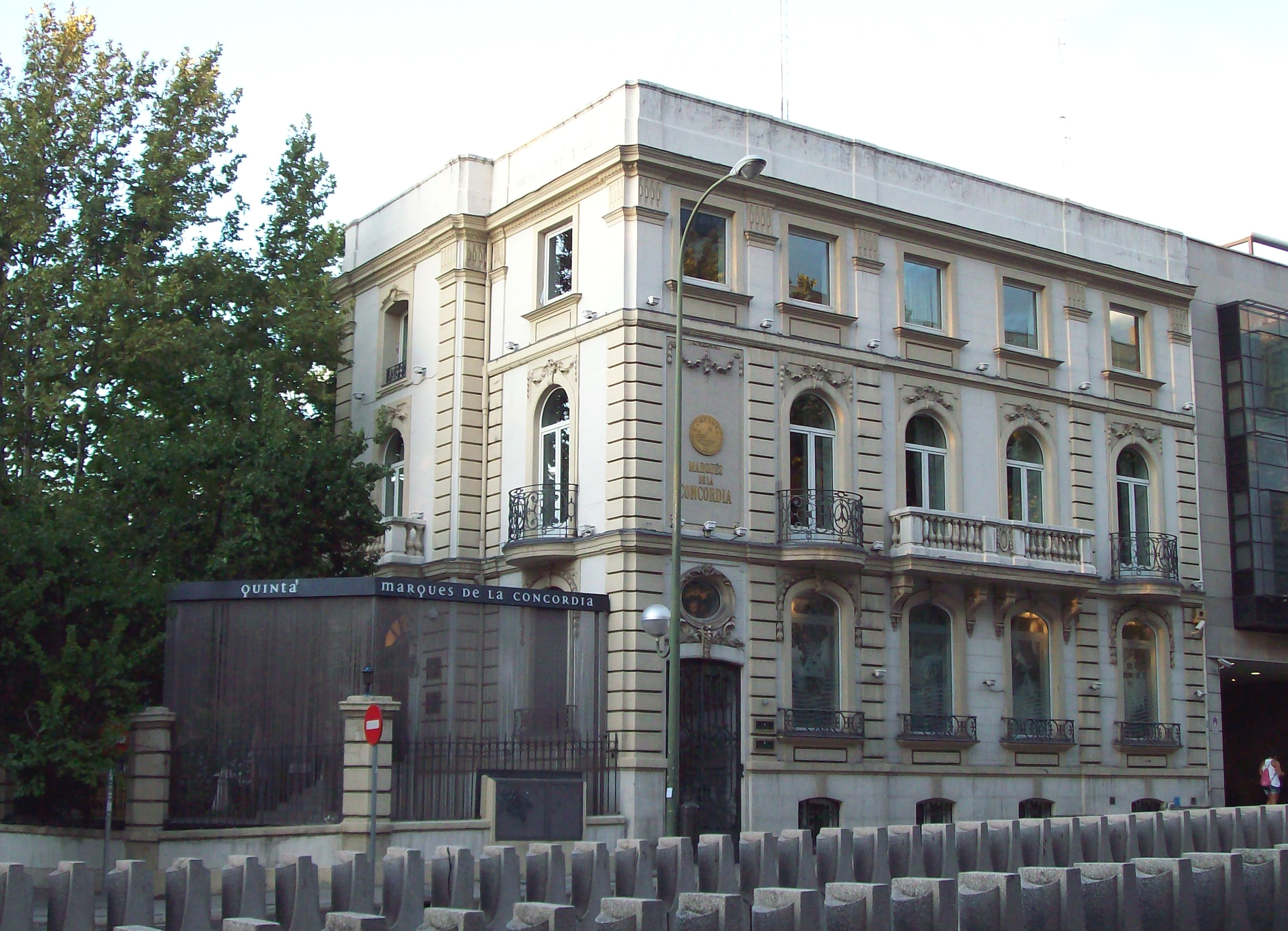
Palacete Borrás, obra de Francisco Borràs Soler. Madrid

Francisco Borrás Soler (Reus 1859 — Madrid 1928) fue un arquitecto catalán.

## Biografía
Consiguió el título en 1884, y fue arquitecto municipal de Reus donde redactó el proyecto del matadero municipal, que no llegaría a realizar del todo, sino que lo hizo su sucesor en el cargo, Pere Caselles. Intervino como facultativo en el concurso del monumento al general Prim. Renunció en la plaza de arquitecto municipal y marchó a Madrid, desde donde dirigió la construcción de la Casa Boule, en Reus, en la calle de Llovera. 
Allí realizó varias obras, todas dentro de un estilo racionalista y clasicista, como por ejemplo en 1905 la sede de la editorial La España Moderna, fundada por Lázaro Galdiano, de quien era amigo (modificación del proyecto inicial de José Urioste Velada), el proyecto de farola monumental para la Puerta del Sol, el Palacete Borrás (Palacio del Marqués de la Concordia), en la calle de María de Molina (1908), o la Fábrica Osram (1914-1916), en colaboración con el arquitecto Alberto de Palacio.
También presentó con Alberto Palacios un proyecto de monumento a Alfonso XIII en el paseo de la Castellana (1916) (se habría ubicado en la actual plaza de San Juan de la Cruz). Patentó un nuevo sistema de construcción de hormigón armado, que denominó «Sistema Borrás», y un aparato o molde complementario, como elemento auxiliar de dicho sistema.
Murió en 1928 tras ser atropellado por un turismo.